# وراتایا نی‌گوها
وراتایا نی‌گوها (تایلندی: วรัทยา นิลคูหา؛ زادهٔ ۱۱ ژوئن ۱۹۸۳) بازیگر و مدل تایلندی است. او مدرک کارشناسی خود را در رشته علوم عمومی از دانشگاه ثمثات دریافت کرد.

## زندگی شخصی
در روز ۱۶ نوامبر ۲۰۱۸، با بازیگر پوتیچای کاستسین ازدواج کرد. در روز ۲۴ نوامبر ۲۰۲۲ صاحب یک پسر شد.